# Parafia Najświętszej Maryi Panny Królowej Polski w Kurzeszynie
Parafia Najświętszej Maryi Panny Królowej Polski w Kurzeszynie – parafia rzymskokatolicka, znajdująca się w diecezji łowickiej, w dekanacie Rawa Mazowiecka.
Została erygowana w 1512 roku. Obecny kościół parafialny pw. NMP Królowej Polski w Kurzeszynie został zbudowany w latach 1922–1924 z ofiar parafian. Świątynię konsekrował w 1931 kard. Aleksander Kakowski.